# Угорська іредента
Угорська іредента (від італ. irredento— поневолений) - реваншистська політика, спрямована на повернення під владу Угорщини територій, які перебували під Сан-Стефанівською короною і які були втрачені після Першої світової війни.
Угорщина, згідно із Сен-Жерменським мирним договором від 10 вересня 1919 і Тріанонським договором (4 червня 1920), якими визнала територіальну недоторканість ЧСР і в її складі - Словаччину та Закарпаття, втратила 30% своєї території і 40% населення. На територіях, включених до складу сусідніх з Угорщиною держав, мешкало близько 3 млн угорців (кожен третій угорець), половина з яких – компактно в прикордонних з Угорщиною районах. Політичні кола Угорщини через це рішення мирної конференції зустріли вороже. Вони прагнули відновлення Великої Угорщини, повернути до неї землі, що вважалися з точки зору Будапешту «віковічною угорською територією».
Угорщина активно підтримувала іредентизм. У червні 1921 при міністерстві закордонних справ Угорщини в Будапешті було створено офіційний центр іредентської пропаганди на території Чехословаччини, Югославії і Румунії під назвою «Охорона меншин окупованих територій».

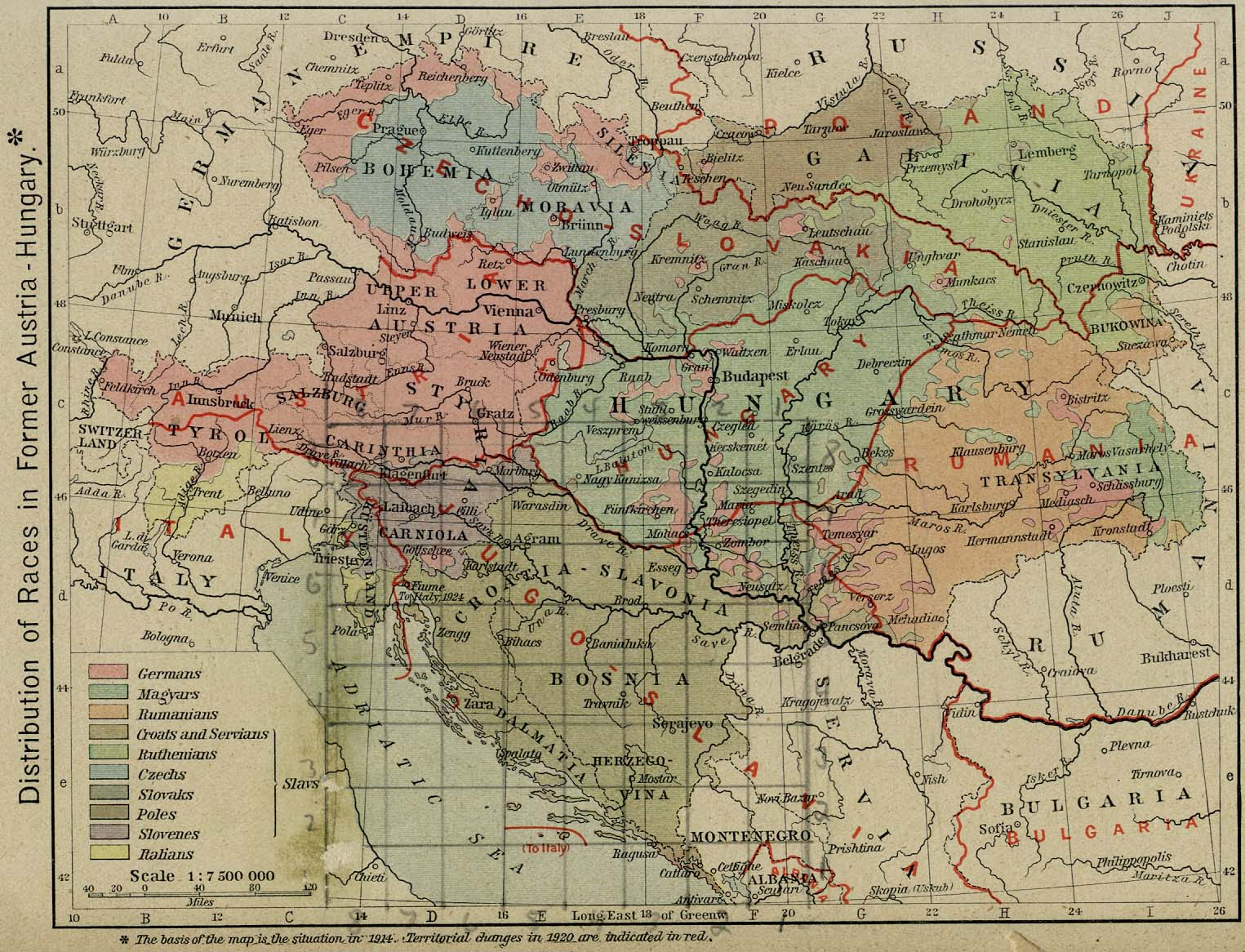
Розподіл Транслейтанії згідно з Тріанонським договором

## Закарпаття
На даний момент, у Закарпатті проживає близько 156 000 тисяч етнічних угорців. Їх діаспора отримує значну матеріальну підтримку від влади сучасної Угорщини та, за неофіційними даними, громадянство (подвійне громадянство карається Законом України). Відносини України та Угорщини, станом на 2019 рік є доволі напруженими.